# هشين
هشين هي قرية في مقاطعة كوثر، إيران. يقدر عدد سكانها بـ 422 نسمة بحسب إحصاء 2016.